# Christian Eggert
Christian Eggert (* 16. Januar 1986 in Herne) ist ein ehemaliger deutscher Fußballspieler.

## Karriere
Der defensive Mittelfeldspieler begann beim SC Pantringshof mit dem Fußballspielen. Später wechselte er in die Jugendabteilung des FC Schalke 04, anschließend in die von Rot-Weiss Essen. Zur Saison 2005/06 schloss sich Eggert der zweiten Mannschaft von Borussia Dortmund an.
In der Saison 2007/08 gab Eggert am 15. Dezember 2007 gegen den VfL Wolfsburg sein Bundesliga-Debüt. Er wurde in der 83. Minute für Giovanni Federico eingewechselt. Obwohl er auch weiterhin zum erweiterten Kreis der 1. Mannschaft gehörte, blieb es sein einziger Bundesligaeinsatz. Im Regionalligateam kam er dagegen regelmäßig zum Einsatz und wurde in den ersten beiden Jahren 50 Mal aufgeboten, wobei er auch zweimal ins Tor traf.
Zur neuen Saison 2008/09 wechselte Eggert zum Zweitligaaufsteiger FSV Frankfurt. Sein ursprünglich über zwei Jahre laufender Vertrag wurde nach einer Saison wieder aufgelöst und Eggert kehrte zur zweiten Mannschaft von Borussia Dortmund zurück. Zur Saison 2011/12 wechselte er zum 1. FC Saarbrücken in die 3. Liga. Nach drei Jahren verließ er den FCS und unterschrieb für die Saison 2014/15 beim Regionalligisten SV Elversberg. Die folgende Spielzeit stand er beim SV Saar 05 Saarbrücken unter Vertrag. Nach dem Abstieg in die Oberliga 2016 war Eggert zunächst ohne Verein. Im Januar 2017 verpflichtete ihn der FV 07 Diefflen. Zur Saison 2018/19 wechselte er zur zweiten Mannschaft des FC Schalke 04. Im Sommer 2020 schloss er sich Westfalia Herne an und bestritt bis zum vorzeitigen Abbruch der Saison aufgrund der COVID-19-Pandemie noch sechs Spiele für den Verein. Im Anschluss beendete er seine Spielerkarriere.

## Erfolge
- Meister der Oberliga Westfalen und Aufstieg in die Regionalliga West: 2019 (mit dem FC Schalke 04 II)
- Saarlandpokal: 2015 (mit SV Elversberg)
- Saarlandpokal: 2013 (mit dem 1. FC Saarbrücken)
- Saarlandpokal: 2012 (mit dem 1. FC Saarbrücken)
- DFB-Pokal-Finalist: 2007/08 (mit Borussia Dortmund)
- Meister der Oberliga Westfalen und Aufstieg in die Regionalliga Nord: 2006 (mit Borussia Dortmund II)
- Deutscher B-Jugend-Meister: 2002 (mit dem FC Schalke 04)
- B-Jugend-Meister der Regionalliga West: 2002

## Bilanz nach Wettbewerb
| Liga           | Sp  | Tore |
| -------------- | --- | ---- |
| Bundesliga     | 1   | 0    |
| 2. Liga        | 1   | 0    |
| 3. Liga        | 147 | 9    |
| DFB-Pokal      | 4   | 0    |
| Regionalliga   | 88  | 4    |
| Oberliga       | 105 | 12   |
| Bundesliga U19 | 42  | 2    |